# Jewgienij Bucharan
Jewgienij Aleksandrowicz Bucharan, ros. Евгений Александрович Бухаран (ur. 22 czerwca 1981 w Moskwie) – rosyjski hokeista.

## Kariera
- CSKA 2 Moskwa (1997-1998)
- Krylja Sowietow 2 Moskwa 2 (1999-2000)
- Krylja Sowietow Moskwa (1999-2000)
- Dizel Penza (2000-2001)
- HK Woroneż (2002-2003)
- Krylja Sowietow Moskwa (2003)
- Kristałł Saratów (2003)
- HK Rybińsk (2003-2004)
- Witiaź Czechow (2004)
- Jużnyj Urał Orsk (2004-2005)
- Witiaź Podolsk 2 (2005-2006)
- HK Witebsk (2005/2006)
- TKH Toruń (2006-2007)
- HK Riazań (2007-2008)
- MHK Krylja Sowietow Moskwa (2008-2009)

Wychowanek szkoły Krylji Sowietow Moskwa. W sezonie 2006/2007 grał w TKH Toruń.